# Ancien siège du gouvernement allemand à Douala
L'ancien siège du gouvernement allemand situé à Douala est un bâtiment construit en 1891 par les Allemands dans un style prussien classique (architecte: Otto Wilhelm Scharenberg). 

## Histoire
Entre 1891 et 1901, le bâtiment a accueilli le premier siège administratif allemand au Cameroun. Le siège a ensuite été transféré à Buéa, puis de nouveau à Douala en 1908 à la suite de l'éruption du mont Cameroun.
Le premier gouverneur allemand, Julius von Soden, en poste de 1885 à 1891, divise le pays en zones administratives. Von Soden a lancé des campagnes militaires, principalement dans l'arrière-pays, soumettant les royaumes locaux et imposant le drapeau et la loi allemands. Son successeur, Eugen von Zimmerer, institutionnalise la police par une décision du 16 octobre 1891, ainsi que les troupes coloniales, c'est-à-dire la Schutztruppe. Cette dernière était composée d'officiers allemands, de soldats esclaves noirs achetés ou enrôlés au Togo, au Bénin, au Nigeria, au Gabon et en Sierra Leone. La Schutztruppe est assemblée pour achever la conquête militaire et maintenir l'empire colonial, qui est mis à mal par la résistance locale jusqu'à la Première Guerre mondiale.
Pendant le mandat français, la capitale est transférée à Yaoundé, par le décret du 1er mars 1921 et le Haut Commissaire délégué occupe le bâtiment. Le bâtiment accueille actuellement la sous-préfécture du 1er arrondissement de Douala.
En 2006, le bâtiment est mis en valeur par un panneau urbain produit par doual'art et conçu par Sandrine Dole ; le panneau présente une image historique du bâtiment et une description de son histoire.

## Architecture
Il s'agit de l'une des premières structures construites en béton sur les hauteurs du plateau de Joss à Douala. À l'origine, il comportait un toit plat en béton-bois, recouvert d'une couche de sable de 30 cm d'épaisseur. Cette structure n'a pas résisté aux fortes pluies et a été remplacée dans les années 1900 par un toit à quatre pentes.